# Línia Chitose
La línia Chitose (千歳線, Chitose-sen) és una línia de ferrocarril de Hokkaidō, Japó, operada per la Companyia de Ferrocarrils de Hokkaidō (JR Hokkaidō), connectant les estacions de Numanohata (Tomakomai), Tomakomai i Shiroishi (Sapporo), així com enllaçant amb les línies principals de Muroran i Hakodate. Hi ha una branca al Nou Aeroport de Chitose, inaugurada ja electrificada el 1992.
La línia obrí el 21 d'agost de 1926 i forma part de la ruta principal entre Sapporo i el sud de Hokkaidō. Així, els trens express especials Hokuto circulen entre Sapporo i Hakodate cada una o dos hores, a més dels trens express especials Suzuran entre Sapporo i Muroran. La secció entre les estacions de Sapporo i Minami-Chitose és també part de la ruta principal entre Sapporo i l'est de Hokkaidō. Els trens express especials Ōzora i Tokachi cap a Obihiro i Kushiro passen per ella. Els trens ràpids a l'aeroport circulaven cada dotze minuts, funcionant com a enllaç entre l'estació del Nou Aeroport de Chitose i Sapporo u Otaru. Com que la línia Chitose circula per la part més urbanitzada de l'illa, hi han entre tres i quatre servicis per hora.
El 16 de març de 2024 fou presentat un nou servici semiràpid entre l'aeroport i Sapporo que opera durant el dia dues vegades per hora.